# Mandragora Scream
Mandragora Scream je italská gothic metalová kapela založená v roce 1997. Původně se jednalo o sólový projekt zpěvačky Morgan Lacroix, až v roce 2000 začalo Mandragora Scream fungovat jako kapela. Dosud vydala šest alb.

## Diskografie

### Alba
- Fairy Tales From Hell's Caves (2001)
- A Whisper of Dew (2002)
- Madhouse (2006)
- Dragonfly  (2008)
- Volturna (2009)
- Luciferland  (2012)